# Solanum memphiticum
Solanum memphiticum är en potatisväxtart som beskrevs av Johann Friedrich Gmelin. Solanum memphiticum ingår i släktet skattor som ingår i familjen potatisväxter. Inga underarter finns listade i Catalogue of Life.